# Томе Бошевски
Томе Бошевски (на македонска литературна норма: Томе Бошевски) е електроинженер от Република Македония, академик на Македонската академия на науките и изкуствата (1994).

## Биография
Роден е в 1937 година в Битоля, тогава в Кралство Югославия. Завършва основно образование и гимназия в родния си град, а в 1961 година завършва технически физика в Електротехническия факултет на Белградския университет и започва работа в Института за ядрени науки „Борис Кидрич“ във Винча. В 1964 година специализира в Природоматематическия факултет в Белград, а в 1972 година защитава докторат по технически науки в Електротехническия факултет. Специализира в Западна Германия и Швезия. В 1974 година се мести като извънреден професор в Електротехническия и машинен факултет на Скопския университет. От 1979 година е редовен професор и преподава в Скопие до пенсионирането си. В 1994 година става член на МАНИ.
Умира в Скопие на 31 октомври 2015 година.